# Precis petersi
Precis petersi är en fjärilsart som beskrevs av Herman Dewitz 1879. Precis petersi ingår i släktet Precis och familjen praktfjärilar. Inga underarter finns listade i Catalogue of Life.